# عشق نخستین
عشق نخستین نام یک کتاب ادبی است که توسط ایوان تورگنیف، نویسندهٔ اهل روسیه نوشته شده‌است. این کتاب عشق بین یک دختر ۲۱ ساله و یک پسر ۱۶ ساله را بیان می‌کند و یکی از آثار مشهور ادبی جهان است.